# Castell de Sant Martí de Maldà
El Castell de Sant Martí és un castell termenat documentat el 1212, declarat bé cultural d'interès nacional.
És al capdamunt del poble de Sant Martí de Maldà, al terme de Sant Martí de Riucorb (l'Urgell). És una construcció molt reformada i reconstruïda que no deixa entreveure cap dels possibles vestigis del primitiu castell de la població. Només en una llinda d'una finestra hi ha la inscripció d'una data, 1779. Avui en dia el casal es troba organitzat amb una casa de tres plantes, on a la planta baixa té una porta d'accés d'arc de mig punt adovellat i una altra entrada al garatge. El primer pis com a úniques obertures presenta tres finestres, en una de les quals hi ha la inscripció de la data anteriorment citada i finalment la planta superior presenta un balcó porticat de columnes toscanes.